# USS Booth (DE-170)
USS Booth (DE-170) là một tàu hộ tống khu trục lớp Cannon từng phục vụ cùng Hải quân Hoa Kỳ trong Chiến tranh Thế giới thứ hai. Nó là chiếc tàu chiến duy nhất của Hải quân Hoa Kỳ được đặt cái tên này, theo tên Thiếu úy Hải quân Robert Sinclair Booth Jr. (1915-1941), người từng phục vụ trên thiết giáp hạm USS Arizona và đã tử trận trong vụ Tấn công Trân Châu Cảng ngày 7 tháng 12, 1941. Nó đã phục vụ cho đến khi chiến tranh kết thúc, xuất biên chế năm 1946, rồi được chuyển cho Hải quân Philippines năm 1967, và tiếp tục phục vụ như là chiếc RPS Datu Kalantiaw (PS-76) cho đến khi đắm do một cơn bão năm 1981.

## Thiết kế và chế tạo
Lớp Cannon có thiết kế hầu như tương tự với lớp Buckley dẫn trước; khác biệt chủ yếu là ở hệ thống động lực Kiểu DET (diesel electric tandem). Các động cơ diesel đặt nối tiếp nhau dẫn động máy phát điện để cung cấp điện năng quay trục chân vịt cho con tàu. Động cơ diesel có ưu thế về hiệu suất sử dụng nhiên liệu, giúp cho lớp Cannon cải thiện được tầm xa hoạt động, nhưng đánh đổi lấy tốc độ chậm hơn.
Vũ khí trang bị bao gồm ba pháo 3 in (76 mm)/50 cal trên tháp pháo nòng đơn có thể đối hạm hoặc phòng không, một khẩu đội pháo phòng không Bofors 40 mm nòng đôi và tám pháo phòng không Oerlikon 20 mm. Vũ khí chống ngầm bao gồm một dàn súng cối chống tàu ngầm Hedgehog Mk. 10 (có 24 nòng và mang theo 144 quả đạn); hai đường ray Mk. 9 và tám máy phóng K3 Mk. 6 để thả mìn sâu. Con tàu vẫn giữ lại ba ống phóng ngư lôi Mark 15 21 inch (533 mm). Thủy thủ đoàn đầy đủ bao gồm 15 sĩ quan và 201 thủy thủ.
Booth được đặt lườn tại xưởng tàu của hãng Federal Shipbuilding and Drydock Company ở Newark, New Jersey vào ngày 30 tháng 1, 1943. Nó được hạ thủy vào ngày 21 tháng 6, 1943, được đỡ đầu bởi bà Annie L. Booth, và nhập biên chế cùng Hải quân Hoa Kỳ tại Xưởng hải quân Norfolk vào ngày 18 tháng 9, 1943 dưới quyền chỉ huy của Hạm trưởng, Thiếu tá Hải quân Donald Whiley Todd.

## Lịch sử hoạt động

### USSBooth

#### Mặt trận Đại Tây Dương
Sau khi hoàn tất việc trang bị, Booth khởi hành từ Hampton Roads, Virginia vào ngày 14 tháng 10, 1943 để chạy thử máy huấn luyện tại khu vực Bermuda; nó quay trở về Norfolk vào ngày 13 tháng 11 để được sửa chữa sau chạy thử máy. Từ ngày đến ngày 1, 17 tháng 12, nó có mặt tại Washington, D.C. để tham gia những hoạt động thử nghiệm thuộc Phòng thí nghiệm Nghiên cứu tại Bellevue và của Xưởng hải quân Washington. Sau đó nó tham gia huấn luyện thủy thủ đoàn các tàu hộ tống khu trục tương lai tại khu vực Hampton Roads.
Sang đầu năm 1944, Booth gia nhập Đội hộ tống 15 và được phối thuộc cùng Lực lượng Đặc nhiệm 62. Trong vòng 16 tháng tiếp theo, nó hoàn tất tám chuyến hộ tống vận tải khứ hồi vượt Đại Tây Dương sang Địa Trung Hải, đi đến các cảng Gibraltar; Casablanca, Maroc; Bizerte, Tunisia; Palermo, Sicily; và Oran, Algérie. Trong các chuyến đi này, cho dù con tàu đã phát hiện những tín hiệu sonar nghi ngờ là tàu ngầm đối phương, chỉ có một lần nó bị lực lượng đối phương đánh phá vào ngày 1 tháng 8, 1944, khi máy bay của Không quân Đức tấn công Đoàn tàu UGS-48 tại vị trí ngoài khơi mũi Bengut gần Dellys, Algérie, nhưng không gây bất kỳ thiệt hại nào.

#### Mặt trận Thái Bình Dương
Khi xung đột tại châu Âu chấm dứt vào tháng 5, 1945, Booth chuẩn bị để được phái sang phục vụ tại khu vực Mặt trận Thái Bình Dương. Sau khi trải qua một tuần lễ huấn luyện tại khu vực vịnh Guantánamo, Cuba, nó hướng xuống phía Nam và băng qua kênh đào Panama vào ngày 10 tháng 6, tiếp tục hành trình đi sang San Diego và San Francisco, California. Lên đường vào ngày 26 tháng 6, nó hộ tống cho chiếc tàu buôn MV Permanente đi sang Trân Châu Cảng đến nơi vào ngày 2 tháng 7.
Sau một giai đoạn thực hành huấn luyện tại vùng biển quần đảo Hawaii kéo dài hai tuần lễ, Booth khởi hành vào ngày 15 tháng 7 để hướng đến Eniwetok thuộc quần đảo Marshall, rồi đi đến Saipan thuộc quần đảo Mariana vào ngày 26 tháng 7. Con tàu thực hiện một chuyến hộ tống vận tải khứ hồi giữa Saipan và Iwo Jima cùng các đoàn tàu SIW-62 và IWS-54, rồi lên đường vào ngày 9 tháng 8 để đi sang Ulithi thuộc quần đảo Caroline, đến nơi vào ngày hôm sau. Đến ngày 12 tháng 8 nó lại thực hiện chuyến đầu tiên trong số hai chuyến hộ tống vận tải khứ hồi từ Ulithi đến Okinawa, hộ tống các đoàn tàu UOK-47 và OKU-20. Khi Nhật Bản chấp nhận ký kết văn kiện đầu hàng bên trên thiết giáp hạm USS Missouri trong vịnh Tokyo vào ngày 2 tháng 9, nó đang cùng Đoàn tàu OKU-25 từ Okinawa quay trở lại Ulithi sau chặng đi cùng Đoàn tàu UOK-52.
Trong giai đoạn sau chiến tranh, Booth hoạt động hỗ trợ cho lực lượng chiếm đóng tiếp quản đầu hàng và cho hồi hương binh lính Nhật Bản còn trú đóng tại các đảo ở Thái Bình Dương. Nó khởi hành từ Ulithi vào ngày 8 tháng 9 cùng các sĩ quan Nhật đại diện cho Lục quân Nhật Bản và các chỉ huy Đồng Minh, đi đến đảo Sorol về phía Tây quần đảo Caroline, và tiếp nhận việc đầu hàng tại đây vào ngày hôm sau. Nó tiếp tục đi đến tiếp nhận đầu hàng của quân Nhật trú đóng tại các đảo Eauripik và Ifalik trong các ngày 10 và 11 tháng 9 trước khi quay trở về Ulithi vào ngày 12 tháng 9. Đến ngày 11 tháng 10, cùng một nhóm sĩ quan Đồng Minh, con tàu lại lên đường làm nhiệm giám sát việc triệt thoái binh lính Nhật Bản khỏi các đảo Truk, Nomoi và Poluwat, đồng thời chuẩn bị cho việc đổ bộ lực lượng chiếm đóng Hoa Kỳ lên các nơi này.
Đi đến Guam vào ngày 7 tháng 11, Booth khởi hành vào ngày hôm sau để quay trở về Hoa Kỳ, cùng với hành khách là hai sĩ quan và 45 binh lính Thủy quân Lục chiến hồi hương. Đi ngang qua Trân Châu Cảng, San Diego và kênh đào Panama, nó đi đến Green Cove Springs, Florida vào ngày 28 tháng 1, 1946, nơi Booth được cho xuất biên chế vào ngày 14 tháng 6, 1946. Với dự định chuyển giao con tàu cho hải quân một nước đồng minh, nó được chiếc tàu kéo Tunica (ATA-178) kéo từ Mayport, Florida đến Charleston, South Carolina từ ngày 10 đến ngày 11 tháng 4, 1947; tuy nhiên đến ngày 7 tháng 7, nó được chiếc tàu kéo Umpqua (ATA-209) kéo quay trở lại Mayport, nơi chiếc tàu hộ tống khu trục bị bỏ không từ ngày 28 tháng 7, 1947.

### BRPDatu Kalantiaw(PS-76)

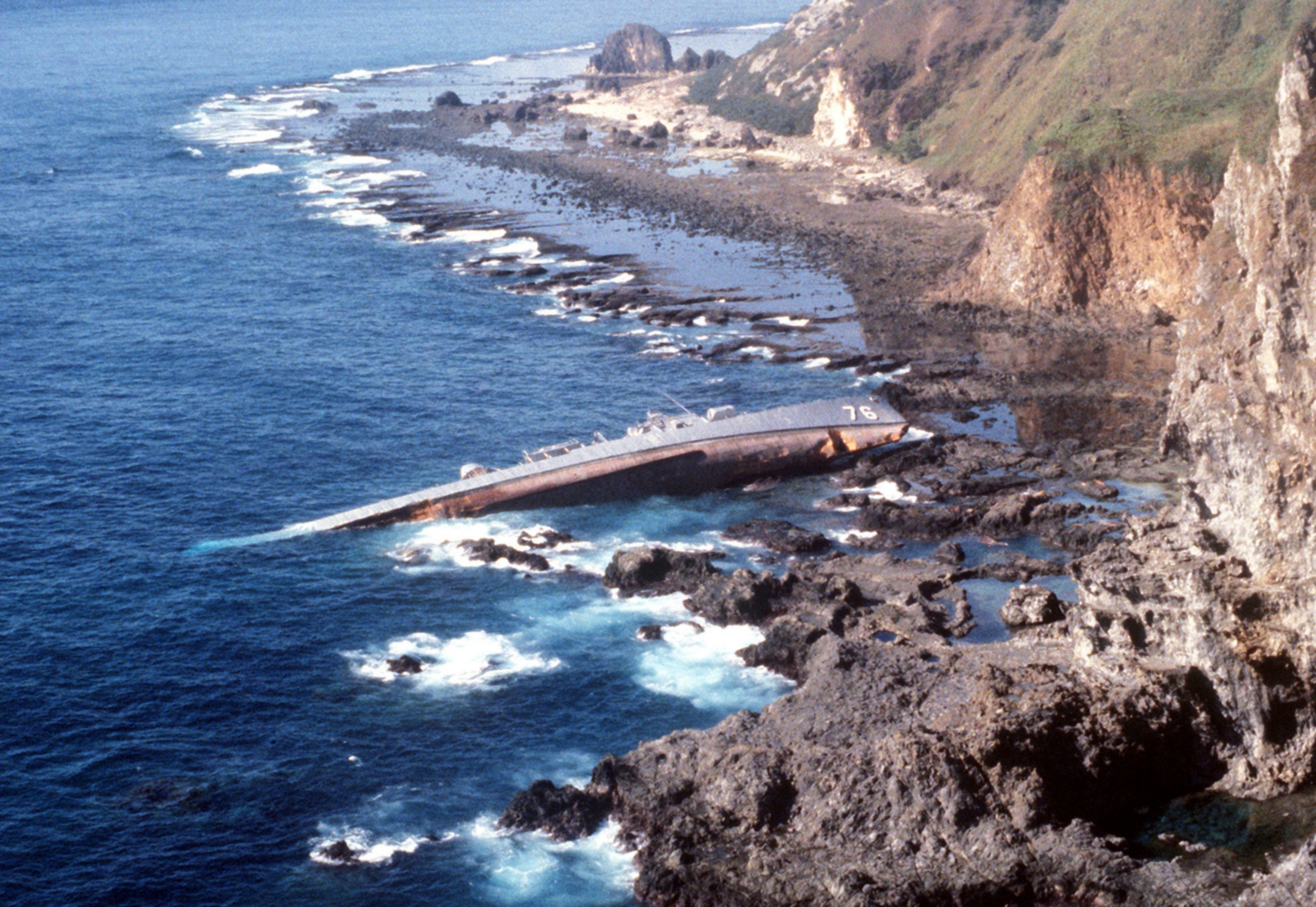
Datu Kalantiaw bị lật úp tại bờ biển đảo Calayan, năm 1981.

Cho đến 20 năm sau đó, việc chuyển giao Booth mới được thực hiện. Sau khi được sửa chữa tân trang bởi hãng Brewer Dry Dock tại Staten Island, New York, con tàu được chuyển giao cho Cộng hòa Philippines vào ngày 15 tháng 12, 1967 trong khuôn khổ Chương trình Viện trợ Quân sự. Hải quân Philippines cho nhập biên chế con tàu vào ngày hôm đó tại Xưởng hải quân Philadelphia và đổi tên con tàu thành Datu Kalantiaw (PS-76). Đang khi trong tình trạng được Hoa Kỳ "cho mượn", vào ngày 30 tháng 6, 1975, nó được xếp lại lớp như một tàu frigate tuần tra và mang ký hiệu lườn mới FF-170, trước khi được Hoa Kỳ chuyển giao hoàn toàn quyền sở hữu cho Hải quân Philippines. Booth được cho rút tên khỏi danh sách Đăng bạ Hải quân Hoa Kỳ vào ngày 15 tháng 7, 1978.
Datu Kalantiaw tiếp tục phục vụ cùng Hải quân Philippines cho đến ngày 20 tháng 9, 1981, khi cơn bão Clara đã đẩy con tàu va vào dãi san hô ngầm tại bờ biển phía Bắc đảo Calayan, về phía Bắc Luzon, Philippines. Con tàu bị lật úp và đắm tại tọa độ 19°23′B 121°23′Đ / 19,39°B 121,39°Đ Có 19 người sống sót được cứu vớt trong tổng số 97 thành viên thủy thủ đoàn có mặt trên tàu. Các nỗ lực cứu hộ sau đó đã tìm được 52 thi thể bên trong xác tàu đắm; những người còn mất tích được giả định là đã thiệt mạng sau tai nạn. Việc mất chiếc Datu Kalantiaw và tổn thất nhân mạng cao kèm theo được xem là một trong những tai nạn tồi tệ nhất trong suốt lịch sử Hải quân Philippines.

## Phần thưởng
Nguồn: Navsource Naval History
|  |  |  |
|  |  |  |

| Dãi băng Hoạt động Tác chiến (truy tặng)      | Dãi băng Hoạt động Tác chiến (truy tặng)           | Huân chương Chiến dịch Hoa Kỳ                      | Huân chương Chiến dịch Hoa Kỳ        |
| Huân chương Chiến dịch Châu Á-Thái Bình Dương | Huân chương Chiến dịch Châu Âu-Châu Phi-Trung Đông | Huân chương Chiến dịch Châu Âu-Châu Phi-Trung Đông | Huân chương Chiến thắng Thế Chiến II |